# János Kádár
János Kádár, właśc. János József Csermanek (ur. 26 maja 1912 w Rijece, zm. 6 lipca 1989 w Budapeszcie) – sekretarz generalny KC Węgierskiej Socjalistycznej Partii Robotniczej, sprawujący władzę na Węgrzech w latach 1956–1988.

## Życiorys

### Wczesne lata
Urodził się w 1912 jako János József Czermanik. Jego rodzicami byli żołnierz János Krezinger i Borbála Czermanik, obydwoje pochodzenia chłopskiego. Para nie była małżeństwem, a po urodzeniu dziecka Borbála została osamotniona. W wieku czternastu lat ze względu na ciężką sytuację finansową rodziny János opuścił szkołę i rozpoczął pracę jako robotnik. Z marksizmem zetknął się po raz pierwszy w 1928 r., gdy przeczytał jedną z prac Friedricha Engelsa. We wrześniu 1930 współorganizował strajk robotniczy. Manifestacja została rozbita przez rząd, a wielu jego towarzyszy zostało aresztowanych. W trakcie trwania wielkiego kryzysu stracił pracę i po raz pierwszy nawiązał kontakt z nielegalną Komunistyczną Partią Węgier, do której dołączył w 1931. W czerwcu 1931 wstąpił do Komunistycznego Stowarzyszenia Młodych Robotników. Jako członek młodzieżowej komórki imienia Jakowa Swierdłowa przyjął pseudonim János Barna. W lipcu tego samego roku wraz z kilkoma innymi komunistami został aresztowany przez policję i pobity. Po wypuszczeniu na wolność został poddany inwigilacji przez policję. W maju 1933 został członkiem komitetu komunistycznej młodzieżówki w Budapeszcie. Partia zaoferowała mu wówczas studia na Uniwersytecie Lenina w Moskwie, ten jednak odmówił, twierdząc, że nie chce opuszczać rodziny. W dalszym ciągu żył w ubóstwie. Do więzienia trafił jeszcze kilkukrotnie. W trakcie odbywania jednego z wyroków poznał Mátyása Rákosiego. Rákosi będący byłym komisarzem Węgierskiej Republiki Rad stał się w okresie międzywojennym jednym z najbardziej znanych węgierskich więźniów politycznych. Obydwaj działacze zaprzyjaźnili się. Pod koniec lat 30. w obliczu faktycznego rozbicia ruchu komunistycznego wraz z kilkoma znajomymi János dołączył do Węgierskiej Partii Socjaldemokratycznej, pozostając jednak zwolennikiem ideologii komunistycznej.

### Czasy II wojny światowej
W maju 1942 został członkiem nowo powstałego Komitetu Centralnego partii komunistycznej. Szybko awansował do Sekretariatu. Po masowych zatrzymaniach członków partii został pierwszym sekretarzem. W czerwcu 1943 w miejsce partii komunistycznej utworzył mniej radykalną Partię Pokoju, co zostało poddane krytyce przez węgierskich działaczy komunistycznych przebywających w Moskwie, w tym przez Rákosiego. Po rozpoczęciu okupacji niemieckiej 15 marca 1944 został jednym z przywódców i organizatorów ruchu oporu. Skontaktował się z przywódcą partyzantki jugosłowiańskiej Josipem Broz Tito, którego poprosił o pomoc w formowaniu partyzantki. W końcowej fazie wojny został aresztowany pod fałszywym nazwiskiem, nie został zidentyfikowany. Kiedy został skazany na karę więzienia, zbiegł i powrócił do Budapesztu. Na miejscu stanął na czele Komitetu Wojskowego partii.

### Okres powojenny
Po wojnie przyjął nazwisko János Kádár – jedno ze swoich konspiracyjnych nazwisk okresu okupacji hitlerowskiej. Na stanowisku sekretarza generalnego partii zastąpił go przybyły z ZSRR Rákosi. W 1946 został zastępcą sekretarza generalnego, a w latach 1948–1950 był ministrem spraw wewnętrznych. Odgrywał ważną rolę w utworzeniu Węgierskiej Partii Pracujących. W latach 1951–1954 więziony i torturowany jako domniemany zwolennik Tito i współpracownik kilku wywiadów. Skazany został na dożywotnie więzienie. Po zwolnieniu z więzienia na drugorzędnych stanowiskach partyjnych.
Od lipca 1956 po zmianie I sekretarza ponownie w centralnych władzach partii – Biurze Politycznym i Komitecie Centralnym. Podczas powstania węgierskiego w 1956 wicepremier i minister w rządzie, którym kierował premier Imre Nagy oraz przewodniczący nowej partii, utworzonej w miejsce rozwiązanej Węgierskiej Partii Pracujących. 1 listopada Kádár, razem z Ferencem Munnichem, poleciał do Moskwy. Tam dowiedział się, że władze radzieckie podjęły decyzję o powstrzymaniu powstania i że albo stanie na czele nowego rządu albo zastąpi go Mátyás Rákosi. Po interwencji zbrojnej Armii Radzieckiej został premierem utworzonego w Szolnoku „Rewolucyjnego Rządu Robotniczo-Chłopskiego”. 7 listopada 1956 przybył wraz z rządem do Budapesztu i przejął władzę.

### Rządy

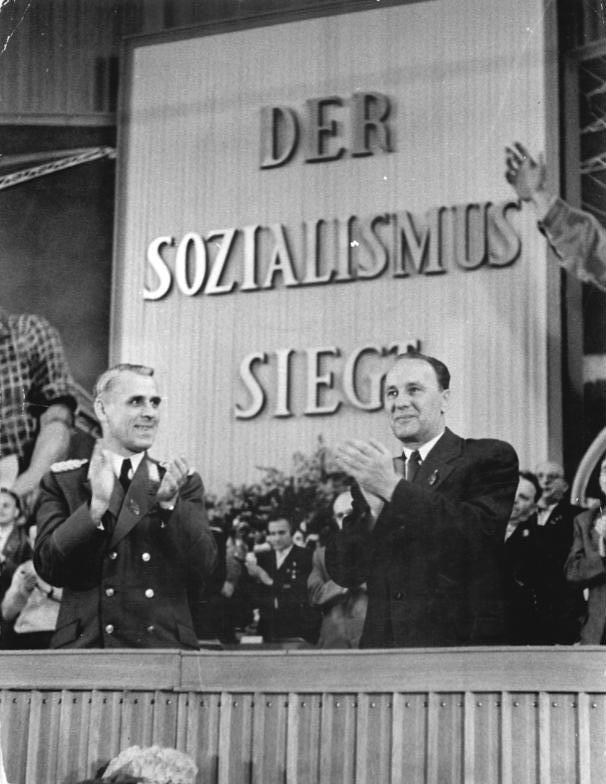
János Kádár (z prawej) na zjeździe SED, obok Willi Stoph, 1958

Początkowo jego rządy charakteryzowały ostre represje wobec uczestników powstania, stopniowo jednak liberalizował swoją politykę, zwłaszcza w zakresie gospodarki – później także w sferze politycznej. Polityka ta, określana potocznie jako „gulaszowy komunizm” („gulasz-komunizm”), podniosła na stosunkowo wysoki poziom standard życia (jak na kraj bloku wschodniego) i przyniosła mu spory autorytet i popularność wśród Węgrów. Ogłosił amnestię, w ramach której z więzień wyszli więźniowie polityczni oraz uczestnicy powstania z 1956 roku. W 1966 Komitet Centralny zatwierdził wprowadzający elementy wolnego rynku Nowy Mechanizm Ekonomiczny (węg. új gazdasági mechanizmus), który rozluźnił restrykcje związane z handlem międzynarodowym, dał ograniczoną wolność pracującym w handlu i pozwolił ograniczonej liczbie ludzi działać w sektorze usług. Szczególny okres liberalizacji przypadł na czas, gdy premierem kraju był Jenő Fock. Okres ten uważany jest za jeden z najbardziej wolnorynkowych w historii państw członkowskich Rady Wzajemnej Pomocy Gospodarczej.
W 1972 został odznaczony Orderem Lenina, a w 1987 Orderem Rewolucji Październikowej (ZSRR).

### Koniec kariery politycznej
W maju 1988 został usunięty ze stanowiska sekretarza KC MSZMP przez Miklósa Németha, który rozpoczął na Węgrzech proces transformacji ustrojowej.

## Śmierć i losy grobu
Kádár zmarł na raka 6 lipca 1989 w wieku 77 lat, trzy miesiące przed formalnym upadkiem systemu, który w dużej mierze stworzył. Grób Kádára na cmentarzu Kerepesi w Budapeszcie został zdewastowany 2 maja 2007 w wyniku rozkopania i kradzieży jego kości, w tym czaszki, wraz z urną jego żony Márii. Akt ten spotkał się z powszechną odrazą w całym spektrum politycznym i społecznym na Węgrzech.